# Sextus Julius Cæsar (kvæstor 48 f.Kr.)
Sextus Julius Cæsar var fætter til den romerske general Gaius Julius Cæsar og tjente som en af hans løjtnanter under borgerkrigen. Han blev dræbt af sine soldater under et oprør, mens han stadig var en ung mand.

## Familie
Sextus var søn af Sextus Julius Cæsar, Flamen Quirinalis, og barnebarn af Sextus Julius Cæsar, som var konsul i 91 f.Kr. Selvom nogle forskere har antaget, at han var identisk med Flamen Quirinalis, beskriver Appian ham som værende "meget ung" i 47 f.Kr. Konsulen Sextus var død i 89 f.Kr., og Flamen Quirinalis havde et meget højtstående præsteembede omkring ti år før den tid, hvor hans søn blev beskrevet af Appian. Sextus' bedstefar, konsulen, var en onkel til Gaius Julius Cæsar, under hvem den unge Sextus kom til at tjene under borgerkrigen.

## Karriere
I 49 f.Kr., i begyndelsen af borgerkrigen, var Sextus i Spanien og tjente i sin fætters hær, hvorved har han var blevet sendt som ambassadør til Marcus Terentius Varro, en af Pompejus'' befalingsmænd, som Cæsar senere benådede efter Slaget ved Farsalos. I slutningen af Alexandrinerkrigen i 47 f.Kr. gav Cæsar Sextus kommandoen over Syrien. Det er uklart, præcis hvilke titler han havde. Broughton mener, at han var en af Cæsars militærtribuner i 49 f.Kr., derefter kvæstor i 48 f.Kr. I Syrien kan han have været Cæsars legat, eller måske prokvæstor pro praetore, i hvert fald var han guvernør i Syrien.
På dette tidspunkt forsøgte Quintus Caecilius Bassus, en af Pompejus' løjtnanter, som var flygtet til Tyrus efter slaget ved Farsalos, at få støtte fra nogle af Sextus' soldater. Da guvernøren opdagede hans forsøg, gav Bassus ham den forklaring, at han samlede tropper for at hjælpe Mithridates af Pergamon. Bassus spredte derefter rygtet om, at Cæsar var blevet besejret og dræbt i Afrika, og hævdede, at han var blevet udnævnt til guvernør i Syrien. Han marcherede mod Sextus, som besejrede ham, men fik så Sextus' egne soldater til at gøre oprør og dræbe deres kommandant. Bassus gjorde krav på titlen som prætor, og de fleste af Sextus' tropper. Dog forblev nogle få loyale og flygtede til Kilikien. Cæsar overdrog derefter Syrien til Quintus Cornificius, som indtil da havde været i Kilikien.